# Beth Henley
Elizabeth „Beth“ Becker Henley (* 8. Mai 1952 in Jackson, Mississippi) ist eine US-amerikanische Dramatikerin, die 1981 für ihr Theaterstück Crimes of the Heart den Pulitzer-Preis für Theater erhielt.

## Biografie
Die Tochter eines Rechtsanwalts und einer Schauspielerin studierte nach dem Besuch der Murrah High School in Draper das Studienfach Schöne Künste an der Southern Methodist University und schloss dieses Studium 1974 mit einem Bachelor of Fine Arts (BFA) ab. Danach war sie von 1975 bis 1976 Lehrerin für Dramaturgie an der University of Illinois at Urbana-Champaign (UIUC). In den 1970er Jahren lebte sie mit dem Schauspieler Stephen Tobolowsky zusammen.
1979 gab sie ihr Dramadebüt mit dem Stück Crimes of the Heart, für das 1981 den Pulitzer-Preis für Theater erhielt. Dieses Stück wurde unter dem Titel Verbrecherische Herzen verfilmt und war bei der Oscarverleihung 1987 in den Kategorien Hauptdarstellerin (Sissy Spacek), Nebendarstellerin (Tess Harper) sowie sie selbst in der Kategorie Adaptiertes Drehbuch nominiert.
Zu ihren weiteren Bühnenwerken gehören The Miss Firecracker Contest (1979), Am I Blue (1982), The Wake of Jamey Foster (1983), The Debutante Ball (1985), The Lucky Spot (1986), Abundance (1991), Control Freaks (1992), Signature (1995), L-Play (1996), Impossible Marriage (1998), Family Week (2000) und zuletzt Ridiculous Fraud (2006).
1984 hatte sie einen Auftritt als Schauspielerin in dem Film Swing Shift. Daneben war sie Autorin von Drehbüchern wie für den Film Miss Firecracker von Thomas Schlamme (1987).
Zu den bekannteren Darstellern in ihren Stücken zählt Tom McCamus, der für seinen Auftritt im Stück Abundance 1994 den Dora Mavor Moore Award gewann, sowie Amy Ryan und Beatrice Kaps-Zurmahr in Crimes of the Heart.